# 西王食品
西王食品股份有限公司 （深交所：000639）是中国深圳证券交易所的一家上市公司，主营业务范围为食品加工业。
2011年，该公司主营业务收入为1840549056.19元，公司净利润为114096383.50元，公司总资产为1409625410.62元。
2016年9月23日西王食品持股75%和春華資本持股25%的合資公司西王食品(青島)有限公司以7.3億美元（約49億元人民幣）現金收購全球最大運動保健品公司加拿大安大略省Kerr Investment Holding Corp100%股權